# Nabila Erian
Nabila M. Erian (tiếng Ả Rập: نبيلة عريان, sinh năm 1941) là một giáo sư khoa học thanh nhạc tại Nhạc viện Cairo, Học viện Nghệ thuật. Sự nghiệp của bà là một ca sĩ opera soprano hàng đầu ra mắt vào năm 1960. Bà cũng là một chuyên gia về lịch sử âm nhạc Coplic. Nghiên cứu mới nhất của bà xoay quanh sự liên tục giữa âm nhạc Coplic hiện hành và truyền thống Ai Cập cổ đại. Erian ủng hộ việc xây dựng một nhà hát opera nghệ thuật hiện đại mới tại Thủ đô hành chính Cairo mới.

## Giáo dục
Erian lấy bằng tiến sĩ mang tên Âm nhạc Coplic: Một truyền thống của Ai Cập vào năm 1986 từ Đại học Maryland, Hạt Baltimore. Từ năm 1970 đến năm 1973, bà đã nhận được một số bằng cấp và học bổng từ Trinity College London. Năm 1965, bà lấy bằng thạc sĩ tại Academia di Santa Cecilia, Rome và năm 1962, bằng cử nhân Văn học Anh tại Khoa Nghệ thuật, Đại học Cairo. Giấy chứng nhận nghỉ học năm 1958 của bà được lấy từ English Mission College, Cairo.

## Sự nghiệp
Sự nghiệp của Erian trên sân khấu Opera kéo dài nửa thế kỷ. Bà được biết đến là giọng nữ cao Ai Cập đầu tiên biểu diễn một vở opera quốc tế. Năm 1964, bà đóng vai Violetta, theo đó bà hát La Traviata của Verdi bằng tiếng Ả Rập trên sân khấu của Nhà hát Opera Khedivial. Bà cũng là Giám đốc của Công ty Opera Cairo và Phó Trưởng khoa của Nhạc viện Cairo.
Năm 2017, Erian đã có bài phát biểu giới thiệu âm cơ bản tại truyền tải La Traviata Met Live tại Đại học Mỹ ở Cairo.

## Tiết mục
Tiết mục của bà bao gồm hầu hết của các nhà soạn nhạc quốc tế mà bà hát bằng tiếng Ý, tiếng Pháp, tiếng Đức và tiếng Nga. Những tác phẩm như: Mme Butterfly của Puccini, Tosca và La Bohème, la Traviata của Verdi, Aida và Rigoletto, Wedding de Figaro của Mozart, Bastien und Bastienne, và Don Giovanni, Carmen của Bizet, Oratorios của Handel, v.v.
Erian hát bằng tiếng Ả Rập cho nhiều nhà soạn nhạc Ai Cập bao gồm Abu Bakr Khairat, Aziz El-Shawan, Hasan Rashid và Gamal Abdel Rehim và những người khác. Bà đã hát Opera Anas el-Wugood (tiếng Ả Rập) đầu tiên được sáng tác bởi Aziz El-Shawan dựa trên câu chuyện Nghìn lẻ một đêm năm 1994.

## Giải thưởng
- Năm 1964, Nabila Erian được Tổng thống Gamal Abdel Nasser trao tặng nhân dịp 'Id al-'Ilm "(tr. Lễ hội Khoa học). Bà là ca sĩ Ai Cập thứ hai nhận giải thưởng này sau Umm Kalthum.
- Giữa những năm bảy mươi và chín mươi, Erian đã giành được một số giải thưởng âm nhạc quốc tế từ Nhật Bản (Butterfly), Pháp, giải thưởng Budapest, cuộc thi Bach và Leinberg.

## Ấn phẩm
- "Những suy đoán về quá trình nghệ thuật như bản sắc văn hóa", Bản tin kỷ niệm 25 năm của Học viện nghệ thuật, Cairo, 1985.
- "Aida tại Kim tự tháp", Cairo ngày nay. Đánh giá hàng tháng, Cairo, 1984.

## liên kết ngoài
- Nabilan Erian trên Soundcloud